# سندرم کورنلیا د لانژ
سَندرُم کورنِلیا دِلانژ (به انگلیسی: Cornelia de lange) یا به‌طور خلاصه (CdLS) ناشی از ناهنجاری‌های تک ژنی است که در اثر جهش ژن NIPBL رخ می‌دهد.
افراد مبتلا به این سندرم دارای انگشت شصت کوتاه و انگشت شماره ۵ کوتاه اند. این افراد دچار خمیدگی و بدریختی صورت و ابروها اند، دهانی هلالی، لب‌هایی باریک، فاصله ریشه بینی تا لب بالایی بلند، ناهنجاری قلبی واختلال رفتاری هستند.